# دریاچه ویسیارو
دریاچه ویسیارو (به استونیایی: Veisjärv) دریاچه‌ای در شهرستان ویلیاندی در کشور استونی است.
مساحت این دریاچه ۴٫۸ کیلومتر مربع است و عمق آن از ۱ تا ۳٬۵ متر متغیر است.